# Michel Leveugle
Michel Leveugle (Leuven, 1964) is een Belgisch dirigent, hoornist en slagwerker. Hij is een zoon van  dirigent, muziekpedagoog en slagwerker Jean-Pierre Leveugle

## Levensloop
Leveugle kreeg zijn eerste muzikale lessen aan de Muziekacademie van Willebroek. Hij studeerde later hoorn en slagwerk aan het Stedelijke Conservatorium te Mechelen. Hier behaalde hij onder meer een eerste prijs in de wedstrijd van het Gemeentekrediet (Pro Civitate). Verdere studies deed hij privé bij de befaamde hoornist André Van Driessche en aan het Koninklijk Conservatorium te Brussel en aan het Koninklijk Vlaams Conservatorium te Antwerpen. 
Van 1987 tot 2020 was hij als hoornist verbonden aan het Groot Harmonieorkest van de Belgische Gidsen te Brussel. Sinds 2020 is hij verbonden als hoornist aan CascoPhil.  
Als dirigent was hij samen met Jan Van der Roost verbonden aan de Brass Band Midden-Brabant. Eveneens als dirigent was hij verbonden aan de Koninklijke Fanfare Willen is Kunnen Tisselt (1989-1998), aan de Koninklijke "Sint-Martinusfanfare", Halle (1989-1991), aan de Brassband St. Cecilia Hombeek en aan de Brass Band de la Province de Liège (BBPL).  Sinds maart 2013 heeft hij de muzikale leiding van Brassband Kempenzonen uit Tielen. In 2025 nam hij nog deel aan de Europese tournee van Avatar - The Last Airbender als solo hoorn. 